# Урда-Ага (сельское поселение)
Се́льское поселе́ние «Урда-Ага» (бур. Урда Агын hомон) — муниципальное образование в Агинском районе Забайкальского края Российской Федерации.
Административный центр — село Урда-Ага.

## История
Статус и границы сельского поселения установлены Законом Читинской области от 19 мая 2004 года «Об установлении границ, наименований вновь образованных муниципальных образований и наделении их статусом сельского, городского поселения в Читинской области»

## Население
| 2010  | 2011  | 2012  | 2013  | 2014  | 2015  | 2016  |
| ----- | ----- | ----- | ----- | ----- | ----- | ----- |
| 1608  | ↘1601 | ↘1533 | ↘1503 | ↘1456 | ↘1407 | ↘1395 |
| 2017  | 2018  | 2019  | 2020  | 2021  |       |       |
| ↗1406 | ↘1366 | ↘1330 | ↘1310 | ↗1546 |       |       |

## Состав сельского поселения
| № | Населённый пункт | Тип населённого пункта       | Население |
| - | ---------------- | ---------------------------- | --------- |
| 1 | Баян-Булак       | село                         | ↘179      |
| 2 | Булактуй         | село                         | ↗168      |
| 3 | Лаха             | село                         | ↘140      |
| 4 | Урда-Ага         | село, административный центр | ↘806      |